# 竜童組
竜童組 / RYUDOGUMI（りゅうどうぐみ）は、宇崎竜童をリーダーとする日本のロックバンド。活動期間は1985年から1990年。レコード会社はEPIC・ソニー。

## 概要
日本の伝統音楽と西洋音楽との垣根を越えた異種音楽格闘技を目指すべく結成された。宇崎竜童と林英哲が角川アニメ映画『カムイの剣』の音楽監督を務めた際に集結したレコーディングチームがその母体である。当初は、和太鼓奏者として林もメンバー加入する予定だったが、ソロ活動を優先し、1985年のみのゲストプレイヤーとなった。そのため、和太鼓は宇崎竜童が林の指導により引き継ぐこととなった。各地の祭りにゲスト出演し「お祭りバンド」の異名がついた。また、海外でのライブ公演も多く、アダモの目に止まりプロデュースの誘いもあった。

## メンバー
- 宇崎竜童（うざき りゅうどう）：ボーカル、和太鼓、トランペット、サイドギター
1985年、竜童組を結成。
- 石川晶（いしかわ あきら）：パーカッション
1989年より参加。
- 川崎真弘（かわさき まさひろ）：キーボード
1985年、結成より参加。
- ロミー木下（ロミー きのした）：ベース
1985年、結成より参加。
- 樋口晶之（ひぐち まさゆき）：ドラムス
1985年、結成より参加。
- 永井充男（ながい みつお）：ギター
1985年、結成より参加。
- 柳沼寛（やぎぬま ひろし）：アルト・サクソフォーン、フルート
1985年、結成より参加。
- エリック笠原（エリック かさはら）：テナー・サクソフォーン
1988年より参加。
- 小針克之助（こばり かつのすけ）：ギター
1985年、結成より参加。
- 小塚泰（こづか やすし）：ヴァイオリン
1987年より参加。

### 脱退したメンバー
- 包国充（かねくに みつる）[1]：テナー・サクソフォーン
1985年 - 1988年4月まで参加。
- 田中太郎（たなか たろう）：ハープ
1985年 - 1987年12月まで参加。
竜童組の活動以外での芸名は朝川朋之である。
- 広瀬裕美子（ひろせ ゆみこ）：ヴァイオリン
1985年 - 1987年3月まで参加。
- 林英哲（はやし えいてつ）：和太鼓
1985年のみ参加。スペシャル・ゲストプレイヤー。

## 来歴
- 1984年10月11日、竜童組メンバー初顔合わせ。
- 1985年1月1日、"New Year Rock Fes, '84-'85"にて竜童組デビュー。5月13日 - 9月23日、宇崎竜童司会・竜童組レギュラー番組「夜はタマたマ男だけ!!」（フジテレビ系）放送。
- 1986年3月7日、竜童組出演および音楽担当のフジテレビ系ドラマ「新宿みだれ髪」放送。9月24日、ニューヨーク、パラディアムにて初の海外ライブを行う。
- 1987年3月、ヴァイオリン・広瀬裕美子脱退。小塚泰にメンバーチェンジ。5月19日・20日、メキシコ・AUDITORIO NATIONALにて琴のグループ「美加奈アンサンブル」と共演。6月4日 - 6日、第1回上海国際芸術祭に参加（史上初の日本人ロックグループ中国公演）。6月9日 - 11日、北京・展覧館劇場にてコンサート。8月1日、山梨県・身延山久遠寺にて能楽の観世栄夫をゲストに迎え「能vsロックin身延山」コンサート。12月31日、「第38回NHK紅白歌合戦」出場。「八木節イントロデュース」を演奏。
- 1988年1月、ハープ・田中太郎脱退。4月、サックス・包国充が脱退、エリック笠原にメンバーチェンジ。7月8日 - 10日、オーストラリア・ブリスベーンで開催の「EXPO JAPAN WEEK」に出演。9月2日、イギリス・エジンバラにて、日本のロックバンド初の「エジンバラ国際芸術祭」参加。9月27日、アムネスティー・インターナショナル主催「ヒューマン・ライツナウ!ワールドツアー」日本公演に日本代表として参加。10月13日、メキシコ「メキシコ移民日墨百年祭」に出演。12月、3rdアルバムのレコーディングにパーカッション奏者・石川晶が特別参加（正式加入は翌1989年）。
- 1989年6月3日、世界環境保護をテーマに世界各国のアーティストが参加した「OUR COMMON FUTURE」の日本代表に選ばれ出演。9月1・2・4・7日、ソ連・韓国・アメリカ・日本の4カ国のバンドが共演した民音主催「環太平洋音楽祭」に出演。
- 1990年12月28日 - 31日、渋谷PARCO劇場にて「1990竜童組LAST LIVE 東京Blood Sweet & Tears」を3日間、別々のプログラムのライブを展開。以後、竜童組としての活動は休止。

## ディスコグラフィー

### シングル
- 新宿レイニーナイト／ザ・カムイ（1986年3月5日・12インチシングル）
- UNBELIEVABLE／永遠にTOO LATE（1989年2月1日）（日産・ローレルC33前期型CM曲）
- BUBBLE UP BOOGIE／赤道（1989年3月1日）
- ダイヤモンドの鷹（1989年3月1日）（福岡ダイエーホークス公式球団歌）
- オリエンタルムーン／GAIYA ON THE ROAD（1989年9月21日）
- GENIUS／BUBBLE UP BOOGIE（SWINGIN' VERSION）（1989年12月1日）（日産・ローレルC33前期型CM曲）
- WA-HA-HA／亜細亜より愛をこめて（1990年6月21日）

### アルバム
- 『竜童組』（1985年12月21日）ジャケットは2種類存在。
  - 八木節イントロデュース／Boogie Dance Ondo／数え歌／ザ・カムイ（The Kamui）／風島／祭囃子がうねるよ（協和発酵工業→アサヒ協和酒類製造を経て 現:ニッカウヰスキー「協和焼酎SUN」CMソング）／十六夜小夜曲（いざよいセレナーデ）／津軽口説組曲／新宿レイニーナイト
- 『竜童組Ⅱ』（1987年3月21日）
  - DISC1
    - OIRA JAPANESE BANDMAN／ROPE／KAPPORE FUNK／REGGAE JAM JINK／おんな坂づくし／AH! SO ONDO／BON DANCE BOOGALOO／ECONOMIC ANIMALS／GET IT BACK

  - DISC2
    - 韋駄天（テレビ神奈川「新車情報（'87〜'91）」オープニングソング／協和発酵工業（当時）「協和焼酎SUN」CMソング）／那伽／桃源郷／COSMOS GARDEN／幾春別の詩／吹雪絶唱／身も心も／絆
- 『ZAP』（1989年3月21日）
  - BUBBLE UP BOOGIE／GAIYA ON THE ROAD／UNBELIEVABLE／TEYA TEYA I WANT YOU／赤道／NOTHING AT ALL／JOMON Part1.竜飛／Part2.縄文／Part3.八甲田／Part4.侫武夛／Part5.五風／永遠にTOO LATE
- 『FROM ASIA』（1990年4月8日）
  - 亜細亜より愛をこめて／REGGAE ON THE RIVER '89（LIVE）／YO-SORO（LIVE）／侍・BLOOD／GENIUS／ORIENTAL MOON／かりゆし組曲（島の女 - 赤花 - 沖縄ベイブルース - 出船）／阿呍／1989・REQUIEM

### ベスト・アルバム
- 『東京Blood Sweet & Tears』（1990年12月21日）初回限定盤のみ特製ケースと竜童組ヒストリーを記した小冊子付。
  - 八木節イントロデュース／WA-HA-HA／GENIUS／津軽口説組曲／OIRA JAPANESE BANDMAN／BUBBLE UP BOOGIE（SWINGIN' VERSION）／祭囃子がうねるよ／GAIYA ON THE ROAD／ORIENTAL MOON／YO-SORO／ザ・カムイ（The Kamui）／身も心も

### サウンドトラック
- 『カムイの剣』（1985年2月21日：日本コロムビア/角川レコード CX-7210）
  - カムイ伝説／雪峰カムイ・ヌプリ／カムイの子守唄（歌：渡辺典子）／カムイ無拍子／大いなる夢／遥かサンタ・カタリナへ／カムイの剣（歌：渡辺典子）／次郎とお雪／宿命の糸／キャプテン・キッドの秘宝／天源寺炎上／走馬灯／五稜郭の死闘
- 『ライスカレー』（1986年5月2日）
  - ALONE AND ALONE／LOVE'S THEME FROM RICE CURRY／R・I・S・E／FAREWELL／CANADIAN SUNRISE／COOL WIND／LAST CHANCE

### ビデオ
- 『竜童組LIVE』（1986年7月21日）2007年7月20日にDVDで再発売された。
  - 風島／八木節イントロデュース／Boogie Dance Ondo／ザ・カムイ（The Kamui）／十六夜小夜曲／竜童組数え唄／津軽口説組曲／新宿レイニーナイト

## NHK紅白歌合戦出場歴
| 年度/放送回               | 回 | 曲目                   | 出演順 | 対戦相手   |
| ------------------------- | -- | ---------------------- | ------ | ---------- |
| 1987年（昭和62年）/第38回 | 初 | 八木節イントロデュース | 10/20  | 佐藤しのぶ |

注意点
- 出演順は「出演順/出場者数」で表す。

## 書籍
- BONCHA OIRA JAPANESE BANDMAN

## 関連書籍
- 竜童組創世記（黒川創、1988年・ちくま文庫）